# Про бегемота, який боявся щеплень
«Про бегемота, який боявся щеплень» — радянський мальований мультиплікаційний фільм 1966 року, знятий за казками письменників Мілоша Мацоурека та Володимира Сутєєва. Одна з найкращих постановок режисера-мультиплікатора Леоніда Амальріка.

## Сюжет
На пляжі купалися, відпочивали та веселилися звірі.
Несподівано відпочинок був перерваний терміновим повідомленням на повішеному плакаті: «Усім треба від слона до мухи щеплення зробити від жовтяниці!». Втім, усі звірі, прочитавши повідомлення, як ні в чому не бувало, знову почали відпочивати, танцювати та засмагати.
І тільки Бегемот, занепокоївшись, почав усіх питати, наскільки це страшно і боляче зробити щеплення.
Йому спробував допомогти і заспокоїти його мудрий друг Марабу, розповівши, наскільки це важлива і водночас дрібниця. Але отримавши повістку про явку на щеплення, Бегемот тільки сильніше злякався і знепритомнів. Марабу його швидко привів до тями і заспокоїв, сказавши, що буде поряд з ним. Тільки після цього Бегемот вирушив на щеплення.
Однак у лікарні страх бере своє, і Бегемот всіляко намагається уникнути процедури. Так-сяк, за допомогою інших звірів, що прийшли на щеплення, і повторно заручившись підтримкою Марабу, Бегемот все-таки заходить до лікаря, в процедурний кабінет, але, то потіє, то блідне від переляку, влучивши момент, коли лікар і Марабу відволіклися на розмову, втік із поліклініки, збрехавши іншим, що щеплення вже зробив.
Наступного дня Марабу, прийшовши в гості до Бегемота, з жахом виявляє свого друга абсолютно жовтим… Марабу одразу дзвонить до лікаря, проте той вважає, що все це черговий фокус Бегемота. Але дізнавшись справжню причину, розуміє, що Бегемот захворів на жовтяницю, т.к. не зробив щеплення, і надсилає «Швидку допомогу».
Так Бегемот потрапляє на лікарняне ліжко, де потерпає через лікувальні процедури та нудьгу. Коли до нього приходять лікар і Марабу, він раптово червоніє, бо йому стало дуже соромно, бо боявся щеплень.

## Творці
- Сценарій — Володимир Сутєєв
- Режисер — Леонід Амальрік
- Художники-постановники — Надія Привалова, Тетяна Сазонова
- Композитор — Микита Богословський
- Оператор — Михайло Друян
- Звукооператор — Георгій Мартинюк
- Редактор — З. Павлова
- Художники-мультиплікатори — Іван Давидов, Рената Міренкова, Володимир Арбеков, Тетяна Таранович, Юрій Бутирін, Лідія Резцова, Єлизавета Комова, Вадим Долгих, Віолетта Колесникова, Олег Сафронов
- Художники-декоратори — В. Валер'янова, Ольга Геммерлінг
- Помічники — Н. Наяшкова, Галина Андрєєва

## В ролях
| Актор            | Роль                        |
| ---------------- | --------------------------- |
| Михайло Яншин    | Бегемот                     |
| Георгій Мілляр   | Марабу                      |
| Григорій Шпігель | Доктор / Жираф              |
| Олена Понсова    | Тигриця / Кенгуру-листоноша |
| Георгій Віцин    | Вовк / Крокодил             |

## Цікавий факт
Через 14 років після виходу мультфільму сцену госпіталізації бегемота мавпами на ношах обігрували в заставці до телевипусків «Ну, постривай!», щоправда, бегемот (якщо судити з його вигляду) вже не хворів на жовтяницю, а страждав від підвищеної температури, оскільки там його голову було перев'язано, або ж просто симулював, адже ледве герої мультфільмів («Ну, постривай!», «Крокодил Гена і Чебурашка», «Метеор на ринзі») пробігали повз нього, він теж підхоплювався з нош та біг разом з ними до будівлі телецентру.

## Нагороди
- 1967 — Приз Міністерства освіти Ірану на Другому міжнародному фестивалі дитячих фільмів у Тегерані.